# 肺蝎属
肺蠍（學名：Pulmonoscorpius，字面意思為「會呼吸的蠍子」），又稱為氧蠍、普莫諾蠍，是一属已絕種的巨型蠍子，生活於石炭紀的維憲階至謝爾普霍夫期，約 336.0 – 326.4 百萬年前。

## 棲息與分佈地

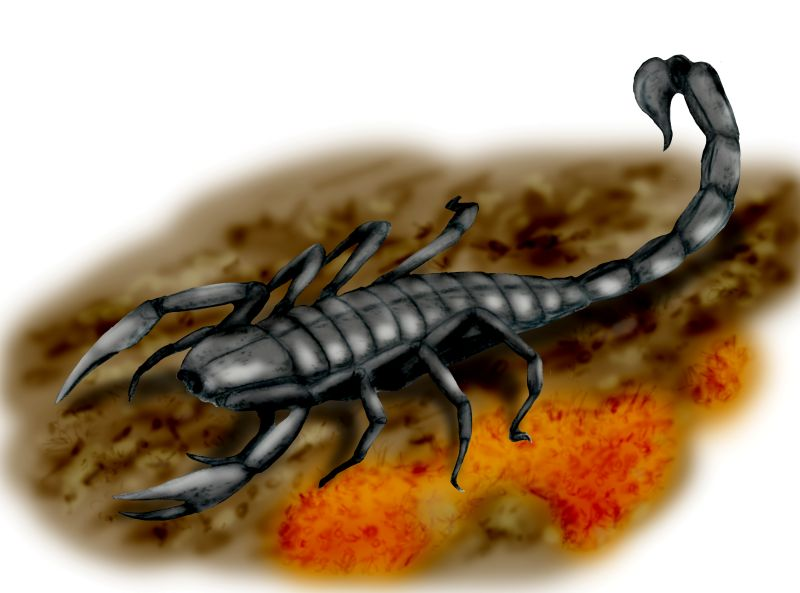
旧复原

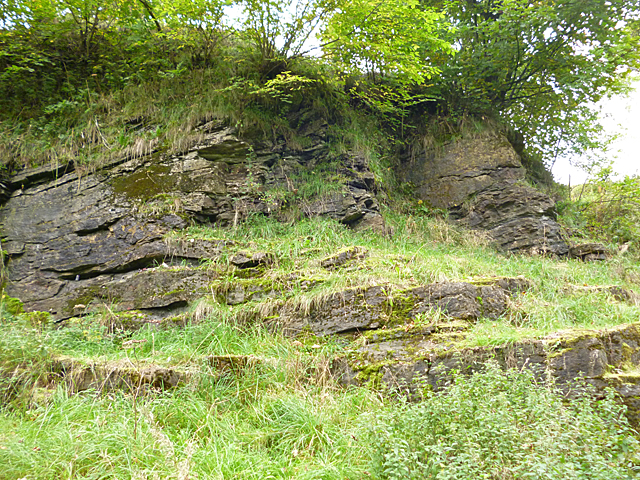
肺蠍的模式標本產地－蘇格蘭西洛錫安的東柯克頓採石場

肺蠍的化石發現於蘇格蘭西洛錫安東柯克頓採石場的東柯克頓石灰岩組，地層年代為石炭紀。

## 描述與分類學

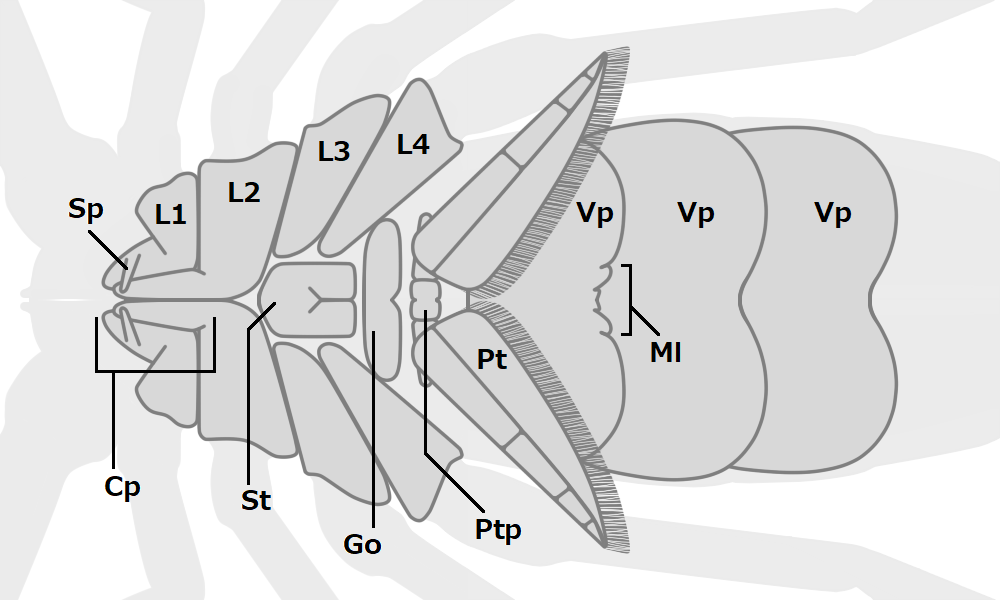
幼年肺蠍腹測身體的前段至中段（Cp：基節內葉（coxapophysis）、Go：生殖靨（genital operculum）、L1-4：腿部基節（leg coxae）、Ml：第1腹板中央的葉狀突起（median lobation of 1st ventral plate）、Pt：梳狀板（pectine）、Ptp：櫛狀器板（pectinal plate）、Sp：基節內葉的鉤狀突起（spur of coxapophysis）、St：胸板（sternum）、Vp：腹板（ventral plate））

普莫諾蠍的食物仍然未知，但科學家推測其以其他節肢動物為主食，或者是小型的四足類。
目前完整樣本的體長均介於13—280 mm（0.51—11.02英寸），然而有一個不完整的化石碎片，包含了15-18μm厚的表皮層外側，估計該個體全身體長可達700 mm（28英寸）。

## 大眾文化
在BBC的《史前公園》的第5集中，主角奈吉爾·馬文從石炭紀帶回了普莫諾蠍、巨脈蜻蜓與節胸屬。
在沙盒動作冒險遊戲《方舟：生存進化》中，玩家可以捕捉並騎乘普莫諾蠍，不過遊戲中的普莫諾蠍為體型更為巨大的虛構物種，更像是雷蠍。

## 外部連結
- https://web.archive.org/web/20061023072618/http://www.langsfossils.com/museum/pages/m-scld-002.htm
- http://dml.cmnh.org/1999Jun/msg00432.html （页面存档备份，存于）